# 다카라즈카 가극단 88기생
다카라즈카 가극단 88기생은 2000년 4월에 다카라즈카 음악학교에 입학, 2002년 3월에 다카라즈카 가극단에 입단한 48명을 가리킨다.

## 개요
2000년 음악학교 수험자 수 1066명, 합격자 50명, 경쟁률 20.1:1이었다.
초무대의 연목은 코쥬 타츠키・ 나기사 아키 톱 콤비 대극장 오히로메 호시구미 공연 「프라하의 봄／LUCKY STAR!」이다.
| 신인공연        | 바우홀          | 우메다예술극장  | 전국투어        | 대극장        | 에트와르        | 조장 부조장            |
| --------------- | --------------- | --------------- | --------------- | ------------- | --------------- | ---------------------- |
| 하루카제 미사토 | 쿠레나이 유즈루 | 하나카게 아리스 | 쿠레나이 유즈루 | 아사카 마나토 | 유우기리 라이   | 코우즈키 루우 (조장)   |
| 호쇼 다이       | 마히로 슌       |                 | 아사카 마나토   |               | 코우즈키 루우   | 카게츠 미야코 (부조장) |
| 쿠레나이 유즈루 | 하스미 유야     |                 |                 |               | 아사카 마나토   |                        |
| 마히로 슌       | 아사카 마나토   |                 |                 |               | 카게츠 미야코   |                        |
| 아사카 마나토   | 사쿠라노 아야네 |                 |                 |               | 하자키 마나     |                        |
| 사쿠라노 아야네 | 카요우 키라리   |                 |                 |               | 하나츠유 스미카 |                        |
| 다이고 세시루   | 다이고 세시루   |                 |                 |               | 하나카게 아리스 |                        |
| 히사키 세아라   | 히사키 세아라   |                 |                 |               |                 |                        |
| 하나카게 아리스 | 하나카게 아리스 |                 |                 |               |                 |                        |

## 주요 학생

### OG
- 쿠레나이 유즈루 : 전 호시구미 톱스타
- 아사카 마나토 : 전 소라구미 톱스타
- 사쿠라노 아야네 : 전 하나구미 톱여역
- 하루카제 미사토 : 전 하나구미 남역
- 코우즈키 루우 : 전 츠키구미 남역
- 호쇼 다이 : 전 유키구미 남역
- 마히로 슌 : 전 호시구미 남역
- 다이고 세시루 : 전 유키구미 여역
- 히사키 세아라 : 전 호시구미 여역
- 하나카게 아리스 : 전 소라구미 여역

## 일람
| 예명            | 생일      | 출신지                  | 출신 학교                    | 애칭                     | 역할 | 퇴단년도 | 비고           |
| --------------- | --------- | ----------------------- | ---------------------------- | ------------------------ | ---- | -------- | -------------- |
| 大凪真生        | 7월 20일  | 효고현 니시노미야시     | 현립나루오고교               | 슈우쨩                   | 남역 | 2011년   |                |
| 오오나기 마오   | 7월 20일  | 효고현 니시노미야시     | 현립나루오고교               | 슈우쨩                   | 남역 | 2011년   |                |
| 七風宇海        | 8월 3일   | 카나가와현 가마쿠라시   | 현립후지사와니시고교         | 카마쨩, 우미             | 남역 | 2007년   |                |
| 나나카제 우미   | 8월 3일   | 카나가와현 가마쿠라시   | 현립후지사와니시고교         | 카마쨩, 우미             | 남역 | 2007년   |                |
| 夢華あやり      | 10월 7일  | 도쿄도 이타바시구       | 토호고교                     | 피코                     | 여역 | 2006년   |                |
| 유메카 아야리   | 10월 7일  | 도쿄도 이타바시구       | 토호고교                     | 피코                     | 여역 | 2006년   |                |
| 羽咲まな        | 10월 24일 | 오사카부 미나미카와치군 | 소우아이고교                 | 마나                     | 여역 | 2011년   |                |
| 하자키 마나     | 10월 24일 | 오사카부 미나미카와치군 | 소우아이고교                 | 마나                     | 여역 | 2011년   |                |
| 花ののみ        | 2월 16일  | 미야자키현 미야자키시   | 미야자키여자고교             | 노노                     | 여역 | 2008년   |                |
| 하나 노노미     | 2월 16일  | 미야자키현 미야자키시   | 미야자키여자고교             | 노노                     | 여역 | 2008년   |                |
| 祐澄しゅん      | 5월 24일  | 군마현 사와군           | 토키와고교                   | 슌                       | 남역 | 2011년   |                |
| 유우즈미 슌     | 5월 24일  | 군마현 사와군           | 토키와고교                   | 슌                       | 남역 | 2011년   |                |
| 光月るう        | 7월 25일  | 사이타마현 쿠마가야시   | 분큐여자대학고교             | 루우                     | 남역 | 2023년   |                |
| 코우즈키 루우   | 7월 25일  | 사이타마현 쿠마가야시   | 분큐여자대학고교             | 루우                     | 남역 | 2023년   |                |
| 春風弥里        | 10월 31일 | 아이치현 토카이시       | 아이치현립토카이미나미고교   | 미사토                   | 남역 | 2013년   |                |
| 하루카제 미사토 | 10월 31일 | 아이치현 토카이시       | 아이치현립토카이미나미고교   | 미사토                   | 남역 | 2013년   |                |
| 華耀きらり      | 7월 22일  | 도쿄도 오오타쿠         | 준신죠시가쿠엔고교           | 윳케, 키라링, 키라리     | 여역 | 2015년   |                |
| 카요우 키라리   | 7월 22일  | 도쿄도 오오타쿠         | 준신죠시가쿠엔고교           | 윳케, 키라링, 키라리     | 여역 | 2015년   |                |
| 朝夏まなと      | 9월 15일  | 사가현 사가시           | 사가대학문화교육학부부속중학 | 마나토                   | 남역 | 2017년   |                |
| 아사카 마나토   | 9월 15일  | 사가현 사가시           | 사가대학문화교육학부부속중학 | 마나토                   | 남역 | 2017년   |                |
| 扇めぐむ        | 11월 4일  | 도쿄도 네리마구         | 구립토요타마중학             | 토미고로, 토미           | 남역 | 2012년   |                |
| 오기 메구무     | 11월 4일  | 도쿄도 네리마구         | 구립토요타마중학             | 토미고로, 토미           | 남역 | 2012년   |                |
| 桜乃彩音        | 7월 11일  | 오카야마현 츠야마시     | 현립츠야마고교               | 아야네                   | 여역 | 2010년   |                |
| 사쿠라노 아야네 | 7월 11일  | 오카야마현 츠야마시     | 현립츠야마고교               | 아야네                   | 여역 | 2010년   |                |
| 早花まこ        | 1월 19일  | 도쿄도 오오타구         | 덴엔쵸후후타바고교           | 캬비, 치파나             | 여역 | 2020년   |                |
| 사하나 마코     | 1월 19일  | 도쿄도 오오타구         | 덴엔쵸후후타바고교           | 캬비, 치파나             | 여역 | 2020년   |                |
| 花露すみか      | 10월 12일 | 효고현 아시야시         | 슈쿠가와가쿠인고교           | 레나, 도모링             | 여역 | 2012년   |                |
| 하나츠유 스미카 | 10월 12일 | 효고현 아시야시         | 슈쿠가와가쿠인고교           | 레나, 도모링             | 여역 | 2012년   |                |
| 麻華りんか      | 4월 9일   | 후쿠오카현 오노죠시     | 후쿠오카후타바고교           | 하루                     | 여역 | 2008년   |                |
| 아사하나 린카   | 4월 9일   | 후쿠오카현 오노죠시     | 후쿠오카후타바고교           | 하루                     | 여역 | 2008년   |                |
| 愛純もえり      | 5월 28일  | 도쿄도 세타가야구       | 후지미오카중학               | 아즈푱, 덴덴             | 여역 | 2010년   |                |
| 아이즈미 모에리 | 5월 28일  | 도쿄도 세타가야구       | 후지미오카중학               | 아즈푱, 덴덴             | 여역 | 2010년   |                |
| 夏月都          | 6월 7일   | 카나가와현 아츠기시     | 시립아츠기중학               | 나츠, 이쿠쨩             | 여역 | 2022년   |                |
| 카게츠 미야코   | 6월 7일   | 카나가와현 아츠기시     | 시립아츠기중학               | 나츠, 이쿠쨩             | 여역 | 2022년   |                |
| 水輝涼          | 6월 24일  | 교토부 교토시           | 성모가쿠인고교               | 쥰나                     | 남역 | 2010년   |                |
| 미즈키 료       | 6월 24일  | 교토부 교토시           | 성모가쿠인고교               | 쥰나                     | 남역 | 2010년   |                |
| 紫いつみ        | 5월 26일  | 효고현 다카라즈카시     | 슈쿠가와가쿠인고교           | 치모                     | 여역 | 2006년   |                |
| 무라사키 이츠미 | 5월 26일  | 효고현 다카라즈카시     | 슈쿠가와가쿠인고교           | 치모                     | 여역 | 2006년   |                |
| 葉室ちあ理      | 3월 3일   | 도쿄도 메구로구         | 토요에이와죠가쿠인 고등부    | 치아리                   | 여역 | 2007년   |                |
| 하무로 치아리   | 3월 3일   | 도쿄도 메구로구         | 토요에이와죠가쿠인 고등부    | 치아리                   | 여역 | 2007년   |                |
| 月央和沙        | 5월 21일  | 사이타마현 사이타마시   | 에이토고교                   | 욧치, 카즈사             | 남역 | 2014년   |                |
| 츠키오 카즈사   | 5월 21일  | 사이타마현 사이타마시   | 에이토고교                   | 욧치, 카즈사             | 남역 | 2014년   |                |
| 紫友みれい      | 5월 23일  | 오사카부 이케다시       | 히바리가오카가쿠인           | 오후지                   | 남역 | 2010년   |                |
| 시유 미레이     | 5월 23일  | 오사카부 이케다시       | 히바리가오카가쿠인           | 오후지                   | 남역 | 2010년   |                |
| 華苑みゆう      | 11월 29일 | 도쿄도 미나토구         | 짓센죠시가쿠엔               | 미유                     | 여역 | 2010년   |                |
| 하나조노 미유   | 11월 29일 | 도쿄도 미나토구         | 짓센죠시가쿠엔               | 미유                     | 여역 | 2010년   |                |
| 蓮水ゆうや      | 4월 6일   | 카나가와현 요코하마시   | 타마대학메구로고교           | 치-쨩, 치히로            | 남역 | 2014년   |                |
| 하스미 유야     | 4월 6일   | 카나가와현 요코하마시   | 타마대학메구로고교           | 치-쨩, 치히로            | 남역 | 2014년   |                |
| 真央あきと      | 2월 8일   | 카나가와현 가마쿠라시   | 시립후카사와중학             | 아리카                   | 남역 | 2007년   |                |
| 마오 아키토     | 2월 8일   | 카나가와현 가마쿠라시   | 시립후카사와중학             | 아리카                   | 남역 | 2007년   |                |
| 葵吹雪          | 1월 6일   | 아이치현 나고야현       | 시립메이토고교               | 아-탄                    | 남역 | 2009년   |                |
| 아오이 후부키   | 1월 6일   | 아이치현 나고야현       | 시립메이토고교               | 아-탄                    | 남역 | 2009년   |                |
| 祐輝千寿        | 7월 8일   | 도쿄도 하치오지시       | 츠루가와고교                 | 굿춍, 센쥬               | 남역 | 2010년   |                |
| 유키 센쥬       | 7월 8일   | 도쿄도 하치오지시       | 츠루가와고교                 | 굿춍, 센쥬               | 남역 | 2010년   |                |
| 綾音らいら      | 12월 24일 | 오사카부 키시와다시     | 히가시오오타니고교           | 라이라, 쿠-쨩, 쿠미코    | 여역 | 2011년   |                |
| 아야네 라이라   | 12월 24일 | 오사카부 키시와다시     | 히가시오오타니고교           | 라이라, 쿠-쨩, 쿠미코    | 여역 | 2011년   |                |
| 彩央寿音        | 4월 27일  | 오사카부 토요나카시     | 토요나카시립제4중학          | 킷시-                    | 남역 | 2011년   |                |
| 아야오 쥬네     | 4월 27일  | 오사카부 토요나카시     | 토요나카시립제4중학          | 킷시-                    | 남역 | 2011년   |                |
| 聖花まい        | 6월 11일  | 도쿄도 세타가야구       | 덴엔쵸후후타바중학           | 세-짱, 세이마이          | 여역 | 2009년   |                |
| 세이카 마이     | 6월 11일  | 도쿄도 세타가야구       | 덴엔쵸후후타바중학           | 세-짱, 세이마이          | 여역 | 2009년   |                |
| 麻尋しゅん      | 10월 1일  | 토야마현 토야마시       | 오쿠다중학                   | 마히로                   | 남역 | 2009년   |                |
| 마히로 슌       | 10월 1일  | 토야마현 토야마시       | 오쿠다중학                   | 마히로                   | 남역 | 2009년   |                |
| 花影アリス      | 7월 12일  | 오사카부 다이토시       | 옷세몬가쿠인다이테마에중학   | 아리스, 코야기           | 여역 | 2010년   |                |
| 하나카게 아리스 | 7월 12일  | 오사카부 다이토시       | 옷세몬가쿠인다이테마에중학   | 아리스, 코야기           | 여역 | 2010년   |                |
| 大湖せしる      | 3월 8일   | 효고현 카와니시시       | 성모피승천학원고교           | 세시루                   | 남역 | 2016년   | 후에 여역 전환 |
| 다이고 세시루   | 3월 8일   | 효고현 카와니시시       | 성모피승천학원고교           | 세시루                   | 남역 | 2016년   | 후에 여역 전환 |
| 鳳翔大          | 1월 6일   | 효고현 니시노미야시     | 시립후카츠중학               | 다이                     | 남역 | 2017년   |                |
| 호쇼 다이       | 1월 6일   | 효고현 니시노미야시     | 시립후카츠중학               | 다이                     | 남역 | 2017년   |                |
| 真麻ひとみ      | 11월 8일  | 도쿄도 이타바시구       | 성심여자학원 고등과          | 아사미, 앗치             | 여역 | 2006년   |                |
| 마사 히토미     | 11월 8일  | 도쿄도 이타바시구       | 성심여자학원 고등과          | 아사미, 앗치             | 여역 | 2006년   |                |
| 妃咲せあら      | 2월 1일   | 효고현 산다시           | 소노다가쿠엔                 | 세아라, 토모데코         | 여역 | 2011년   |                |
| 히사키 세아라   | 2월 1일   | 효고현 산다시           | 소노다가쿠엔                 | 세아라, 토모데코         | 여역 | 2011년   |                |
| 鼓英夏          | 5월 19일  | 치바현 마츠토시         | 후렌도카쿠엔고교             | 모기-                    | 남역 | 2010년   |                |
| 츠즈미 에이카   | 5월 19일  | 치바현 마츠토시         | 후렌도카쿠엔고교             | 모기-                    | 남역 | 2010년   |                |
| 千はふり        | 10월 7일  | 오카야마현 오카야마시   | 세이신여자고교               | 유리코, 하후리, 쿠메이시 | 여역 | 2008년   |                |
| 센 하후리       | 10월 7일  | 오카야마현 오카야마시   | 세이신여자고교               | 유리코, 하후리, 쿠메이시 | 여역 | 2008년   |                |
| 夕霧らい        | 6월 27일  | 아이치현 츠야마시       | 아이치슈쿠토쿠고교           | 다쨩, 랏시-              | 남역 | 2017년   |                |
| 유우기리 라이   | 6월 27일  | 아이치현 츠야마시       | 아이치슈쿠토쿠고교           | 다쨩, 랏시-              | 남역 | 2017년   |                |
| 華央あみり      | 11월 24일 | 히로시마현 인노시마시   | 세이신여자고교               | 아쵸, 아미리             | 남역 | 2013년   |                |
| 카오 아미리     | 11월 24일 | 히로시마현 인노시마시   | 세이신여자고교               | 아쵸, 아미리             | 남역 | 2013년   |                |
| 彩夏涼          | 8월 14일  | 후쿠오카현 쿠루메시     | 쿠루메신아이죠가쿠인고교     | 사토쨩, 료               | 남역 | 2010년   |                |
| 사이카 료       | 8월 14일  | 후쿠오카현 쿠루메시     | 쿠루메신아이죠가쿠인고교     | 사토쨩, 료               | 남역 | 2010년   |                |
| 雫花ちな        | 8월 27일  | 효고현 아코시           | 켄메이조시가쿠인중학         | 치나, 챠키               | 여역 | 2008년   |                |
| 시즈카 치나     | 8월 27일  | 효고현 아코시           | 켄메이조시가쿠인중학         | 치나, 챠키               | 여역 | 2008년   |                |
| 紗蘭えりか      | 4월 19일  | 미야자키현              | 시라이시여자고교             | 묘-, 냔츄                | 여역 | 2010년   |                |
| 사란 에리카     | 4월 19일  | 미야자키현              | 시라이시여자고교             | 묘-, 냔츄                | 여역 | 2010년   |                |
| 麻音颯斗        | 11월 28일 | 카나가와현 요코하마시   | 메구로세이비가쿠엔고교       | 캇시-                    | 남역 | 2008년   |                |
| 아사네 사츠토   | 11월 28일 | 카나가와현 요코하마시   | 메구로세이비가쿠엔고교       | 캇시-                    | 남역 | 2008년   |                |
| 八汐ゆう美      | 9월 5일   | 도쿄도 타마시           | 도립후추고교                 | 유우미, 유우밍           | 여역 | 2008년   |                |
| 야시오 유우미   | 9월 5일   | 도쿄도 타마시           | 도립후추고교                 | 유우미, 유우밍           | 여역 | 2008년   |                |
| 斗南さきら      | 12월 6일  | 오사카부 키시와다시     | 부립키시와다고교             | 사키라, 이다             | 남역 | 2006년   |                |
| 토난 사키라     | 12월 6일  | 오사카부 키시와다시     | 부립키시와다고교             | 사키라, 이다             | 남역 | 2006년   |                |
| 紅ゆずる        | 8월 17일  | 오사카부 오사카시       | 히가시오오야고교             | 사유미                   | 남역 | 2019년   |                |
| 쿠레나이 유즈루 | 8월 17일  | 오사카부 오사카시       | 히가시오오야고교             | 사유미                   | 남역 | 2019년   |                |
| 織佳乃          | 10월 29일 | 도쿄도 시부야구         | 와요큐단여자고교             | 이와노, 요시노           | 여역 | 2007년   |                |
| 오리 요시노     | 10월 29일 | 도쿄도 시부야구         | 와요큐단여자고교             | 이와노, 요시노           | 여역 | 2007년   |                |